# University of Texas at Dallas
Die University of Texas at Dallas (auch UT Dallas oder UTD genannt) ist eine staatliche Universität in Richardson, einem Vorort von Dallas im US-Bundesstaat Texas. Die Hochschule wurde 1961 gegründet (als Graduate Research Center of the Southwest). Sie hat seit 1969 Universitätsstatus und ist seitdem Mitglied im University of Texas System.

## Fakultäten

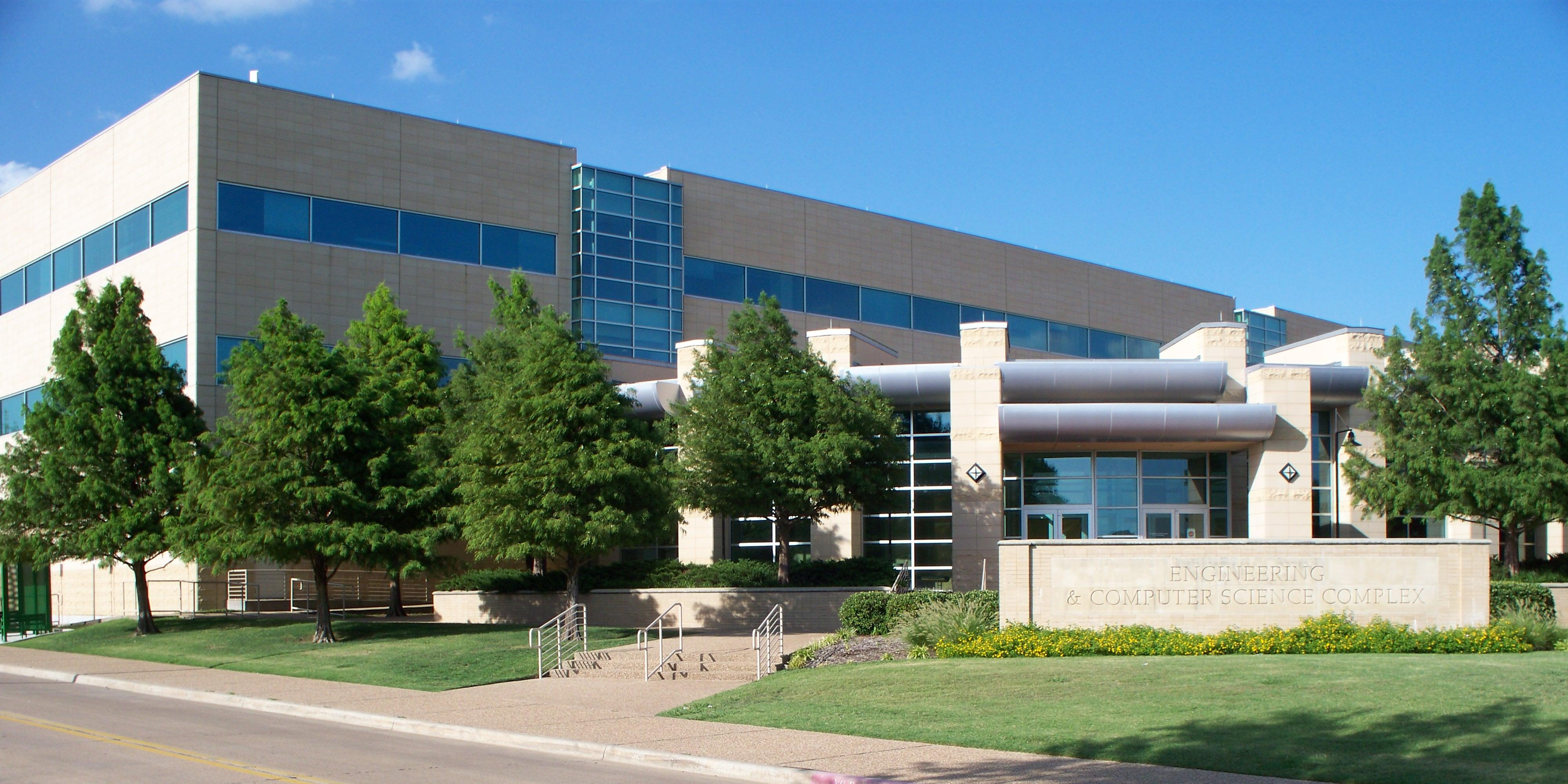
Gebäude für Ingenieurwesen und Informatik der University of Texas at Dallas, Foto von 2010

Die UTD hat mit Stand 2021 folgende acht Fakultäten (schools):
- Künste und Geisteswissenschaften (School of Arts and Humanities), einschließlich Literatur und Philosophie
- Kunst, Technologie und Kommunikation (School of Arts, Technology, and Emerging Communication), einschließlich Animation, Medienwissenschaften
- Verhaltenswissenschaften und Neurologie (School of Behavioral and Brain Sciences)
- Wirtschafts-, Politik- und Policy-Wissenschaften (School of Economic, Political and Policy Sciences)
- Ingenieurwissenschaften und Informatik  (Erik Jonsson School of Engineering and Computer Science)
- Interdisziplinäre Studien (School of Interdisciplinary Studies)
- Management (Naveen Jindal School of Management)
- Naturwissenschaften und Mathematik (School of Natural Sciences and Mathematics)

## Zahlen zu den Studierenden und den Dozenten
Im Herbst 2021 waren 29.698 Personen an der Universität eingeschrieben. 72 % davon strebten ihren ersten Studienabschluss an, sie waren also undergraduates. 28 % arbeiteten auf einen weiteren Abschluss hin, sie waren graduates. 75 % studierten in Vollzeit, 25 % in Teilzeit.
Im Herbst 2020 waren von 28.669 Studierenden 21.187 undergraduates (74 %, davon 44 % weiblich und 56 % männlich) und 7.482 graduates (26 %). 908 Dozenten unterrichteten in Vollzeit, 282 in Teilzeit.
2006 waren 14.421 Studierende eingeschrieben.

## Sport
Die Sportteams der UTD sind die Comets. Die Hochschule ist Mitglied der American Southwest Conference.

## Persönlichkeiten

### Lehrkräfte
- Russell Hulse (* 1950), Physiker, Nobelpreis für Physik 1993, ab 2003 an der UTD, zunächst als Gastprofessor, ab 2004 als Institutsdirektor
- Polykarp Kusch (1911–1993), Physiker, Nobelpreis für Physik 1955, 1972 bis 1982 Professor an der UTD[5]

### Studierende/Absolventen
- James F. Reilly (* 1954), NASA-Astronaut, Geosciences PhD, MS, & BS der UTD
- Aziz Sancar (* 1946), Genetiker, Nobelpreis für Chemie 2015, Promotion an der UTD 1977